# روش سقراطی
پرسشگری سقراطی، نوعی گفتگو بر اساس پرسش و پاسخ‌های متوالی و هدفمند است. در این روش با شناسایی دقیق و بدون قضاوت دربارهٔ نگرش و موضع طرف مقابل، ابتدا با موضع او موافقت و همراهی می‌شود تا متوجه شود که پرسشگر می‌تواند به درستی از نگاه و منظر او به موضوع یا مسئله نگاه کند و سپس با طرح سولات صادقانه و جستجوگرایانه، تناقضات استدلال‌های او را آشکار و با استفاده از موضوع خود شخص، مدعایش رد می‌شود.

## تاریخچه
این روش پیش از سقراط نیز وجود داشته، چراکه فی‌المثل زنون الئایی نیز از آن بهره می‌گرفته است امّا سقراط این شیوه را بسیار به کار گرفت و پرورش داد. دشمنانش این شیوهٔ سقراط را «وراّجی مداوم» می‌خواندند.

## کاربرد
النخوس (یونانی باستان: ἔλεγχος، ت. «elenkhos»؛ به معنای نفی چیزی از طریق استدلال) شگرد اصلی روش سقراطی است. سقراط از این راهبرد برای ارزیابی تعریف مفاهیمی همچون شجاعت و … استفاده می‌کرد.
موضوعات سقراطی، به موضوعات مناسب برای بررسی با روش سقراطی گفته می‌شود. این موضوعات، موضوعاتی هستند که ما درباره‌شان معلومات لازم برای رسیدن به نتیجهٔ صحیح را داریم، امّا به واسطهٔ آشفتگی فکری و تحلیل‌نکردن موضوع نتوانسته‌ایم از این معلومات به بهترین نحوهٔ منطقی استفاده کنیم. در مقابل امّا پرسش‌های تجربی، موضوعاتی سقراطی نیستند.

## فرایند
به استناد گرگوری ولاستوس، پژوهشگر حوزه فلسفه دوران باستان، روش سقراطی مراحل زیر را طی می‌کند:
1. مخاطب سقراط، گزاره‌ای را بیان می‌کند، مثلاً «شجاعت، استقامت روح است».
2. سقراط تصمیم می‌گیرد که مطلب بیان‌شده، صحیح است یا خیر. سپس، قصد ابطال آن را می‌کند.
3. سقراط مقدمات جدیدی ارائه کرده که مخاطب نیز آن مقدمات را تأیید می‌کند؛ مثلاً «شجاعت چیزی پسندیده است» و «استقامت‌ورزی ناآگاهانه چیز پسندیده‌ای نیست».
4. سقراط به همین شیوه استدلال کرده و مخاطب وی نیز تأیید می‌کند. مقدماتی که سقراط برای استدلال استفاده می‌کند، بر خلاف تز اصلی دلالت دارند؛ در این حالت، استدلال‌های سقراط به نتیجه «شجاعت، استقامت روح نیست» می‌انجامند.
5. سقراط بیان می‌کند که موضوع اصلی بحث، نادرست بوده و نقیض آن درست است.

## نتایج حاصله
یک پرسش بسیار بحث‌انگیز این بوده است که آیا سقراط و افلاطون حین تحقیق دربارهٔ تعریف کلّیات بابه‌کارگیری دیالکتیک، حقایق یا ذات‌های کلّی را کشف می‌کردند یا تداول زبانی کلّیات را.
در گذشته عموماً نظر بر این بوده است که عمل تعریف‌کردن به معنای کوشش برای یافتن سرشت راستین یا ذات یک شی است. سقراط نیز قائل به چنین تعبیری بوده است. ارسطو می‌نویسد که سقراط می‌خواست کلّیات را تعریف کند امّا نمی‌خواست وجود مستقلی برای آن‌ها در نظر بگیرد، درحالی‌که افلاطون قائل به این وجود بوده است.
امّا نظر غالب در فلسفهٔ امروز غرب، آنست که فی‌المثل معنای صحیح عمل سقراط، جستجو برای معیارهای مورد استفادهٔ هم‌سخنان برای زمان اطلاق یک واژه به یک وضعیت خاص و زمان عدم اطلاق آن بوده است؛ و نه تحقیقی راجع به جهان خارج.

## برای مطالعهٔ بیش‌تر
مقالات
- PE Areeda, 'The Socratic Method' (1996) ۱۰۹(۵) Harvard Law Review ۹۱۱-۹۲۲

کتاب‌ها
- Benson, Hugh (2000) Socratic Wisdom. Oxford: Oxford University Press.
- Frede, Michael (1992) 'Plato's Arguments and the Dialogue Form' in Oxford Studies in Ancient Philosophy, Supplementary Volume, ۲۰۱–۱۹.
- W. K. C. Guthrie, W. K. C. (۱۹۶۸) The Greek Philosophers from Thales to Aristotle. London: Routledge.
- Jarratt, Susan C. (۱۹۹۱) Rereading the Sophists: Classical Rhetoric Refigured. Carbondale and Edwardsville: Southern Illinois University Press.
- Sprague, Rosamond Kent (1972) The Older Sophists. Indianapolis: Hackett Publishing Company ISBN 0-87220-556-8.
- Gregory; Vlastos (1983). "The Socratic Elenchus". Oxford Studies in Ancient Philosophy. ۱: ۲۷–۵۸.